# Хаус, Хоумер Доливер
Хо́умер До́ливер Ха́ус (англ. Homer Doliver House; 1878—1949) — американский ботаник, работавший в Нью-Йорке.

## Биография
Родился в городке Кенвуд округа Мадисон штата Нью-Йорк 21 июля 1878 года. В 1902 году окончил гуманитарный колледж Сиракузского университета, в 1903 году получил степень магистра в Колумбийском университете. Некоторое время работал ассистентом ботаники в Колумбии, затем — в Национальном музее и Министерстве сельского хозяйства.
В 1906 году переехал в Южную Каролину, преподавал в Клемсонском сельскохозяйственном колледже в звании адъюнкт-профессора ботаники и бактериологии. В 1907—1908 годах работал в Нью-Йоркском ботаническом саду.
В 1908 году Хаус получил степень доктора философии в Колумбийском университете, его диссертация была посвящена североамериканским видам рода Ипомея. Впоследствии он был профессором ботаники и дендрологии в Билтморской лесной школе.
С 1913 года Хоумер Доливер являлся ассистентом ботаника штата Нью-Йорк, работал в Олбани. В 1917 году после смерти Чарльза Хортона Пека он был назначен главным ботаником штата, работал в этой должности до 1948 года.
Скончался 21 декабря 1949 года.

## Избранные научные работы
- House, H. D. The North American species of the genus Ipomoea // Annals of the New York Academy of Sciences. — 1908. — Vol. 18(6[2]). — P. 181—263.
- House, H. D. Woody plants of western North Carolina. — Darmstadt, 1913. — 34 p.
- House, H. D. Wild flowers of New York. — Albany, 1918. — 362 p., 264 pl.
- House, H. D. Annotated list of the ferns and flowering plants of New York State // New York State Museum Bulletin. — 1924. — Vol. 254. — P. 5—759.
- House, H. D., Alexander, W. P. Flora of the Allegheny State Park region. — Albany, 1927. — 225 p.

## Некоторые виды растений, названные в честь Х. Хауса
- Rosa ×housei Erlanson, 1928